# Blauet meninting
El blauet meninting (Alcedo meninting) és una espècie d'ocell de la família dels alcedínids (Alcedinidae) que habita rius a les zones boscoses d'Àsia meridional, al sud-oest i est de l'Índia, Sri Lanka, i des del sud de Nepal cap a l'est, a través del nord-est de l'Índia, Bangladesh, Myanmar i sud-oest de la Xina, cap al sud, a través d'Indoxina fins a la major part de l'Arxipèlag Malai, illes Andaman i les Filipines sud-occidentals.